# Empire Burlesque
Empire Burlesque ist das 23. Studioalbum von Bob Dylan, das 1985 erschienen ist. Von der Kritik wurde das Album überwiegend negativ beurteilt. Kommerziell konnte es an den Erfolg bekannterer Dylan-Alben ebenso wenig anknüpfen. Auch unter Einbeziehung aller eher unterdurchschnittlich bewerteten Alben Dylans in den 1980ern gilt Empire Burlesque als besonders negativer Ausreißer.

## Inhalt und Hintergrund
Empire Burlesque entstand vor dem Hintergrund zunehmender Erwartungshaltung an ein neues Album. Nach der Veröffentlichung von Infidels im Oktober 1983 hatte sich Bob Dylan zeitweilig zurückgezogen. Im Mai und Juni 1984 führte er eine großangelegte Europa-Tournee durch. Mit mehreren Stadion-Konzerten (unter anderem im Wembley-Stadion in London) nahm die Tour teils gigantische Ausmaße an. Die Begleitband bestand großteils aus bekannten Musikern der beiden Rockformationen Rolling Stones und Tom Petty & the Heartbreakers. Hinzu kamen Gastauftritte von bekannten Künstlern wie Joan Baez und Carlos Santana. Unmittelbar nach der Tour entstanden die ersten Aufnahmen für Empire Burlesque. Im Herbst 1984 stellte Dylan das Material zusammen für Westwood One: Dylan On Dylan – ein repräsentatives, ausschließlich für die Medien bestimmtes Promo-Album. Eine zweite Aufnahmesession für Empire Burlesque fand im Dezember statt. Mit einer Unterbrechung im Januar zogen sich die Aufnahmen bis in den März des Folgejahres. Aufnahmeorte waren drei unterschiedliche Studios in New York.
Neben der ungewöhnlich langen Aufnahmezeit wartete Empire Burlesque mit weiteren Besonderheiten auf. So waren die Aufnahmesessions, verglichen mit anderen Dylan-Produktionen, nur schlecht und bruchstückhaft dokumentiert. Als Produzent fungierte Bob Dylan selbst. Die Endabmischung besorgte Arthur Baker – ein Produzent und Remixer, der unter anderem für Künstler wie New Order und Afrika Bambaataa gearbeitet hatte. Ebenfalls ungewöhnlich an Empire Burlesque war auch die überdurchschnittlich hohe Anzahl involvierter Musiker – insgesamt 30 an der Zahl. Bei den Aufnahmen der einzelnen Stücke arbeitete Dylan mit unterschiedlichen Begleitmusikern, die titelbezogen zum Zug kamen. Der Musikerpool der Empire-Burlesque-Aufnahmen bestand teils aus Rockbusiness-Veteranen der Rolling Stones (Mick Taylor und Ronnie Wood), der US-Stadionrockband Tom Petty & The Heartbreakers (Mike Campbell, Benmont Tench und Howie Epstein) sowie dem jamaikanischen Reggae- und Dancehall-Duo Sly & Robbie (Sly Dunbar und Robbie Shakespeare). Hinzu kamen Studiomusiker sowie ein noch opulenter als sonst ausfallender Background-Chor – darunter Dylans spätere Lebenspartnerin Carolyn Dennis sowie deren Mutter Madelyn Quebec.
Die Stücke für Empire Burlesque stammen ausschließlich von Bob Dylan selbst. Bestimmt wurde das Album von 1980er-typischem Rocksound – verstärkt durch Funk-Elemente sowie extensiv eingesetzte Background-Vocals. Den Kontrast dazu bildeten einige im Crooner-Popstil gehaltene Balladen. Tight Connection to My Heart (Has Anybody Seen My Love), das Eröffnungsstück der Platte, war quasi ein Paradestück für den Rocksound, der die Veröffentlichung prägte. Die Songstruktur orientierte sich an Dylan-Erfolgsstücken wie Like a Rolling Stone und Hurricane. Textlich ist das Lied von der Dylan-typischen Bild- und Metaphernsprache bestimmt. Ebenfalls im Rockstil gehalten ist das Abschiedslied Seeing the Real You at Last. Das dritte Lied der Platte, I’ll Remember You, ist ein Country-Song im Kris-Kristofferson-Stil der 1970er. Clean Cut Kid, ein weiterer Rocksong, ist die einzige Übernahme aus der Vorlauf-Aufnahmesession vom Sommer 1984. Thematisch behandelt er die Situation von Vietnamveteranen, die im Krieg abgestumpft sind und sich nicht mehr in die Gesellschaft eingliedern können. Never Gonna Be the Same Again, eine Ballade, beschreibt den Morgen nach einer Liebesnacht. Trust Yourself, Eröffnungsstück der B-Seite und ebenfalls von dem für die Platte typischen Rocksound bestimmt, wartet textlich mit der Botschaft auf, sich selbst zu vertrauen. Der nächste Song ist Emotionally Yours – eine weitere Ballade und Dylan zufolge eine Hommage an Elizabeth Taylor. Das daran anschließende Rockstück When the Night Comes Falling from the Sky thematisiert die Irrungen und Wirrungen zweier Liebender. Something’s Burning, Baby widmet sich ebenfalls dem Thema Beziehung. Besonderheit dieser orgelgetragenen Ballade ist der Duett-Gesangsvortrag mit Madelyne Quebec. Einen deutlichen Kontrast zum Rest der Platte bildet das Abschlusslied Dark Eyes – eine von Gitarre und Mundharmonika getragene Trost-Ballade in abgespeckter Folk-Manier. Inspiriert zu diesem Stück wurde Dylan eigenen Aussagen zufolge durch eine nächtliche Zufallsimpression: ein mit schwarzem Eyeliner geschminktes Callgirl in der Eingangshalle eines Hotels.
Erscheinungstermin von Empire Burlesque war der Juni 1985. Ergänzend produziert wurden zwei Videoclips. Regisseur des Clips zu Tight Connection to My Heart (Has Anybody Seen My Love) war Paul Schrader. Visuell im Zentrum stehen Stadtimpressionen vom Aufnahmeort Tokio sowie Dylan, der sich über die Cliphandlung als desorientierter Musiker bzw. Stadtbesucher in Szene setzt. Das zweite Stück, das als Clip verfilmt wurde, ist When the Night Comes Falling from the Sky. Filmischer Mittelpunkt ist ein in Schwarzweiß gefilmter Live-Auftritt in einem kleinen, offensichtlich in einem Barrio gelegenen Club.

## Rezeption und Kritik
Kommerziell gesehen war Empire Burlesque eines von Dylans weniger erfolgreichen Alben. Die Platte fand sowohl bei Kritikern als auch bei Fans wenig Zuspruch. Stärkster Kritikpunkt war der Vorwurf, Dylan laufe aktuellen Trends in der Pop- und Rockmusik hinterher. Die Arrangements wurden teils als überfrachtet und leblos wirkend gewertet. Michael Gray, Autor der 2006 erschienenen Bob Dylan Encyclopedia, unterzog sowohl Texte als auch Musik ätzender Kritik. Empire Burlesque sei bestimmt von „modischen Popspielereien“, die enthaltenen Stücke zum Teil „völlig unakzeptable Schlager“. Nigel Williamson, Autor von The Rough Guide to Bob Dylan, beurteilte die Platte in Anbetracht von Dylans Gesamtœuvre ebenfalls als schwach. Allerdings hielt er ihr zugute, dass sie immer noch besser sei als das Gros durchschnittlicher Rockproduktionen. Ein eher durchwachsenes Urteil fällte auch Rolling-Stone-Autor Kurt Loder. In musikalischer Hinsicht sei Empire Burlesque eine echte Rock’n’Roll-Explosion. Allerdings prognostizierte er, dass die Fans die emotionale Dichte anderer Dylan-Alben vermissen würden.
Eine schlechte Note („C+“) vergab auch das US-amerikanische Magazin Entertainment Weekly. Grund: die Platte sei überproduziert. Explizit als Ausnahmesong positiv hervor hob die Zeitschrift allerdings Dark Eyes. Auch der deutsche Dylan-Biograf Olaf Benzinger schloss sich im Wesentlichen dieser Wertung an. Mit schuld am Misserfolg der Platte waren seiner Ansicht nach allerdings auch externe Umstände. So beispielsweise Dylans Teilnahme an der ersten großen Live-Aid-Veranstaltung aufgrund der Hungerkatastrophe in Äthiopien 1985 – ein Medienspektakel, das Aufmerksamkeit von dem gerade erschienenen Album abgezogen habe. Rückblickend werten Kritiker und Fans Empire Burlesque meist als das Fallbeispiel schlechthin für Dylans künstlerisch schwächelnde Phase in den 1980ern – übertroffen allenfalls noch von der Coverversionen-Zusammenstellung Down in the Groove (1988), die vielen als der absolute Tiefpunkt von Dylans Œuvre gilt. Die Werkschau-Webseite Warehouse Eyes charakterisiert Empire Burlesque als Pop-Platte mit ein paar überdurchschnittlichen Songs. Ähnlich die Musik-Webseite Stereogum, deren Rezensenten Empire Burlesque unter „The 10 Best More-Obscure Bob Dylan Albums“ einordnen und ebenfalls eine Fehlanpassung an den Zeittrend der 1980er konstatieren.

## Outtakes und Coverversionen
Bemerkenswert an Empire Burlesque ist die ungewöhnlich hohe Anzahl von Outtakes. Von den ersten beiden Aufnahmesessions wurden am Ende lediglich drei Songs übernommen. Einer (Driftin’ Too Far From The Shore) erschien auf dem Folgealbum Knocked Out Loaded, sechs sind bislang noch unveröffentlicht. Vom Aufnahmematerial der Hauptaufnahmephase Februar bis März 1995 sind bislang fünf Songs unveröffentlicht. Eine Alternativversion von When the Night Comes Falling from the Sky erschien auf The Bootleg Series Vol. 3.
Typische Dylan-Highlights, die über die Jahre hinweg bekannt geblieben sind, enthält Empire Burlesque nicht. Die Zahl von Cover-Einspielungen einzelner Songs ist vergleichsweise überschaubar. Fast alle Songs der Platte coverte lediglich der österreichische Dylan-Interpret Michel Montecrossa. Darüber hinaus gibt es u. a. folgende Fremdinterpretationen: Tight Connection to My Heart (Has Anybody Seen My Love) von dem Country-Sänger Marty Stuart, Seeing the Real You at Last von der Punkband The Zimmermen, I’ll Remember You von den Singer-Songwritern Thea Gilmore sowie Grayson Hugh, Clean Cut Kid von der Rockmusikerin Carla Olson und Trust Yourself von der Bluessängerin Etta James sowie der (in den 1990ern mit Empire-Burlesque-Aufnahmemusiker Howie Epstein liierten) Country-Musikerin Carlene Carter. Emotionally Yours coverten unter anderem Robyn Hitchcock, die Soul-Band O’Jays und die dänische Sängerin Hanne Boel. Jeff Healey steuerte eine Version von When the Night Comes Falling from the Sky für den Soundtrack zu dem Film Road House bei. Von Dark Eyes schließlich gibt es eine Coverversion von Calexico – als Soundtrack-Bestandteil der fiktiven Dylan-Lebensverfilmung I’m Not There.

## Titelliste
1. Tight Connection to My Heart (Has Anybody Seen My Love) – 5:22
2. Seeing the Real You at Last – 4:21
3. I’ll Remember You – 4:14
4. Clean Cut Kid – 4:17
5. Never Gonna Be the Same Again – 3:11
6. Trust Yourself – 3:29
7. Emotionally Yours – 4:30
8. When the Night Comes Falling from the Sky – 7:30
9. Something's Burning, Baby – 4:54
10. Dark Eyes – 5:07